# 鲁勒圣菲利普站
鲁勒圣菲利普站（法語：Saint-Philippe du Roule）是巴黎地鐵的一個車站。鲁勒圣菲利普站開通於1923年5月27日，是巴黎地鐵9號線延長工程的一部分。車站名稱來自於鲁勒圣菲利普教堂。鲁勒圣菲利普站附近有聖奧諾雷市郊路。

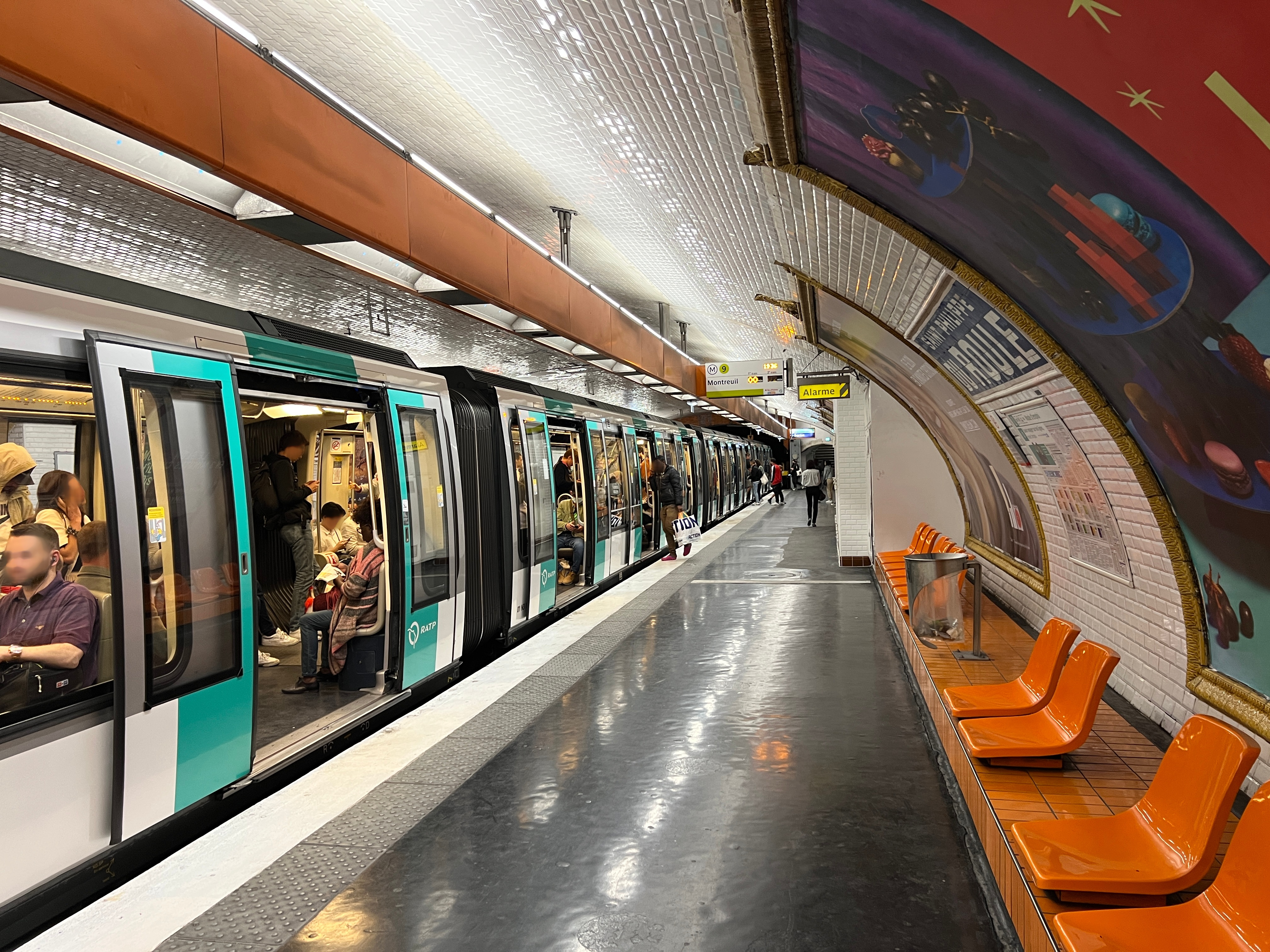
月台（2022年7月）

## 車站結構
| 街道層 |                    |                                 |
| B1     | 夾層               |                                 |
| B2     | 側式月台，右側開門 | 側式月台，右側開門              |
| B2     | 西行               | 往塞夫爾橋（富蘭克林·D·羅斯福） |
| B2     | 東行               | 往蒙特勒伊市政厅（米羅梅尼爾）  |
| B2     | 側式月台，右側開門 |                                 |